# Elisabeth Huttenlocher
Elisabeth Huttenlocher Tinelli (1929 - 2015) foi uma nadadora e jogadora de basquetebol brasileira. Conhecida como Sereia, Elisabeth foi uma das principais atletas do C.A.Ypiranga, nas décadas de 1940 e 1950.
Além das competições de natação, Elisabeth participava de equipe de ballet aquático e, também integrou a equipe paulista de basquete e, na década de 1950 fez parte do selecionado brasileiro de Basquetebol feminino.

## Conquistas
Em 1944, Travessia de São Paulo a Nado.
Em 1954, Sul-Americano de Basquetebol feminino.